# پیتر باتلر (بازیکن فوتبال، زاده ۱۹۴۲)
پیتر باتلر (انگلیسی: Peter Butler؛ زادهٔ ۳ اکتبر ۱۹۴۲) بازیکن فوتبال اهل بریتانیا است.
از باشگاه‌هایی که در آن بازی کرده‌است می‌توان به باشگاه فوتبال وورکساپ تاون، باشگاه فوتبال نوتس کانتی، و باشگاه فوتبال برادفورد سیتی اشاره کرد.